# Thomas Finchum
Thomas Finchum (Beech Grove, 1 de diciembre de 1989) es un deportista estadounidense que compitió en saltos de plataforma.
Ganó dos medallas en el Campeonato Mundial de Natación, bronce en 2007 y plata en 2009, y una medalla de oro en los Juegos Panamericanos de 2007.

## Palmarés internacional
| Campeonato Mundial   | Campeonato Mundial      | Campeonato Mundial | Campeonato Mundial     |
| Año                  | Lugar                   | Medalla            | Prueba                 |
| -------------------- | ----------------------- | ------------------ | ---------------------- |
| 2007                 | Melbourne (Australia)   | Medalla de bronce  | Plataforma 10 m sincro |
| 2009                 | Roma (Italia)           | Medalla de plata   | Plataforma 10 m sincro |
| Juegos Panamericanos |                         |                    |                        |
| Año                  | Lugar                   | Medalla            | Prueba                 |
| 2007                 | Río de Janeiro (Brasil) | Medalla de oro     | Plataforma 10 m sincro |